# Tân La, Long Nham
Tân La (chữ Hán giản thể: 新罗区) là một quận thuộc địa cấp thị Long Nham, tỉnh Phúc Kiến, Cộng hòa Nhân dân Trung Hoa. Quận này có diện tích 2685 ki-lô-mét vuông, dân số 46,24 vạn người, trong đó dân số thành thị là 300.000 người. Mã số bưu chính là 364000. Phương ngữ ở đây là tiếng Mân Nam. Chính quyền quận đóng ở. Về mặt hành chính, quận này được chia thành 9 nhai đạo, 7 trấn, 3 hương.
- Nhai đạo: Đông Thành, Nam Thành, Tây Thành, Trung Thành, Tây Pha, Tào Khê, Đông Tiêu, Long Môn, Thiết Sơn.
- Trấn: Hồng Phường, Quát Trung, Nhạn Thạch, Bạch Sa, Vạn An, Đại Trì, Tiểu Trì.
- Hương: Giang Sơn, Nham Sơn, Tô Phản.